# Змоготин (Караш-Северин)
Змоготин (рум. Zmogotin) насеље је у Румунији у округу Караш-Северин у општини Корнерева. Oпштина се налази на надморској висини од 758 m.

## Становништво
Према подацима из 2002. године у насељу је живело 102 становника, од којих су сви румунске националности.